# Anna Lührmann
Anna Lührmann, née le 14 juin 1983, est une parlementaire allemande.
En 2002, à 19 ans, elle est devenue la plus jeune membre du Bundestag, et la plus jeune parlementaire au monde. 
Elle est engagée en politique depuis l'âge de treize ans dans le mouvement Bündnis 90/Die Grünen (Verts).